# Asmithwoodwardia
Asmithwoodwardia és un gènere extint de mamífers litopterns de la família dels protoliptèrnids que visqueren a Sud-amèrica durant l'Eocè, fa entre 41,3 i 55,8 milions d'anys. Se n'han trobat restes fòssils a la província argentina de Chubut i l'estat brasiler de Rio de Janeiro. Les seves dents de tipus braquidont i bunodont feren que en un primer moment fos classificat entre els condilartres. Eren animals corredors o saltadors. Fou anomenat en honor del paleontòleg britànic Arthur Smith Woodward.